# Церковь Святого Георгия (Кёльн)
Церковь Святого Георгия (нем. St. Georg) — католическая церковь в городе Кёльн в южной части старого города (Альтштадт-Зюд) (федеральная земля Северный Рейн-Вестфалия). Церковь расположена на площади Georgsplatz на пересечении улиц Waidmarkt и Georgstraße.

Церковь Святого Георгия представляет собой романскую трёхнефную базилику с трансептом. С западной стороны церковь имеет квадратный вестверк увенчанный четырёхскатным пирамидальным куполом.

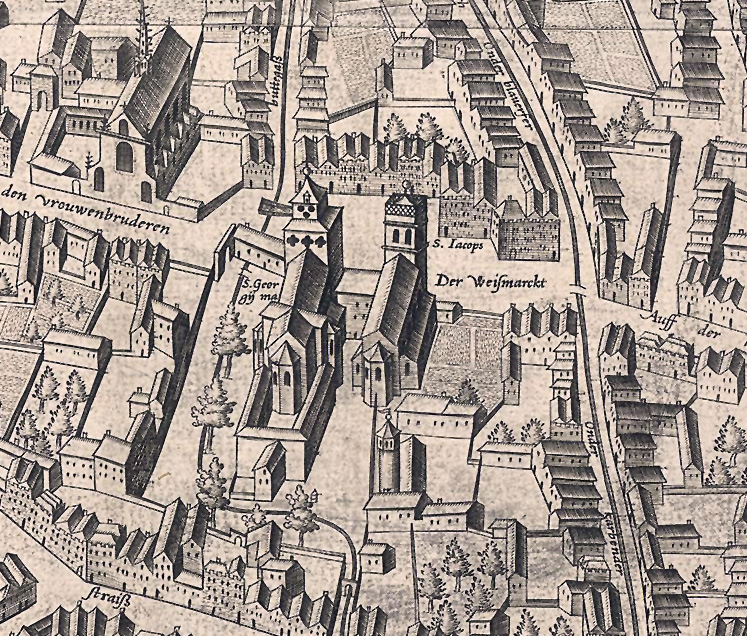
Церкви Святого Георгия и Святого Иакова на карте Арнольда Меркатора (1571 год)

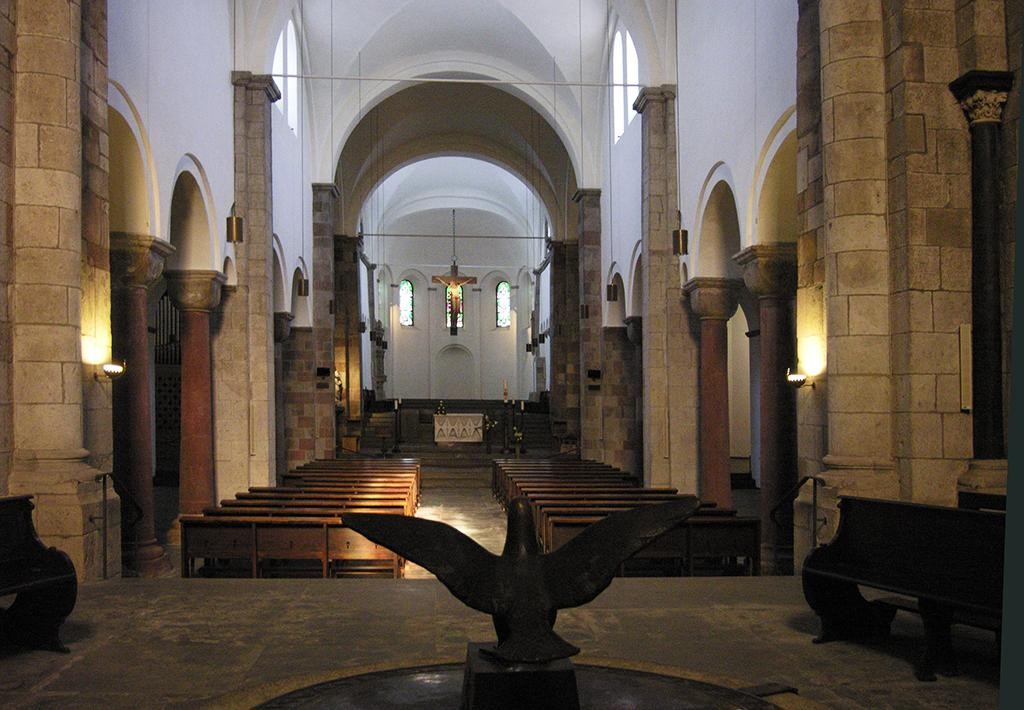
Главный неф

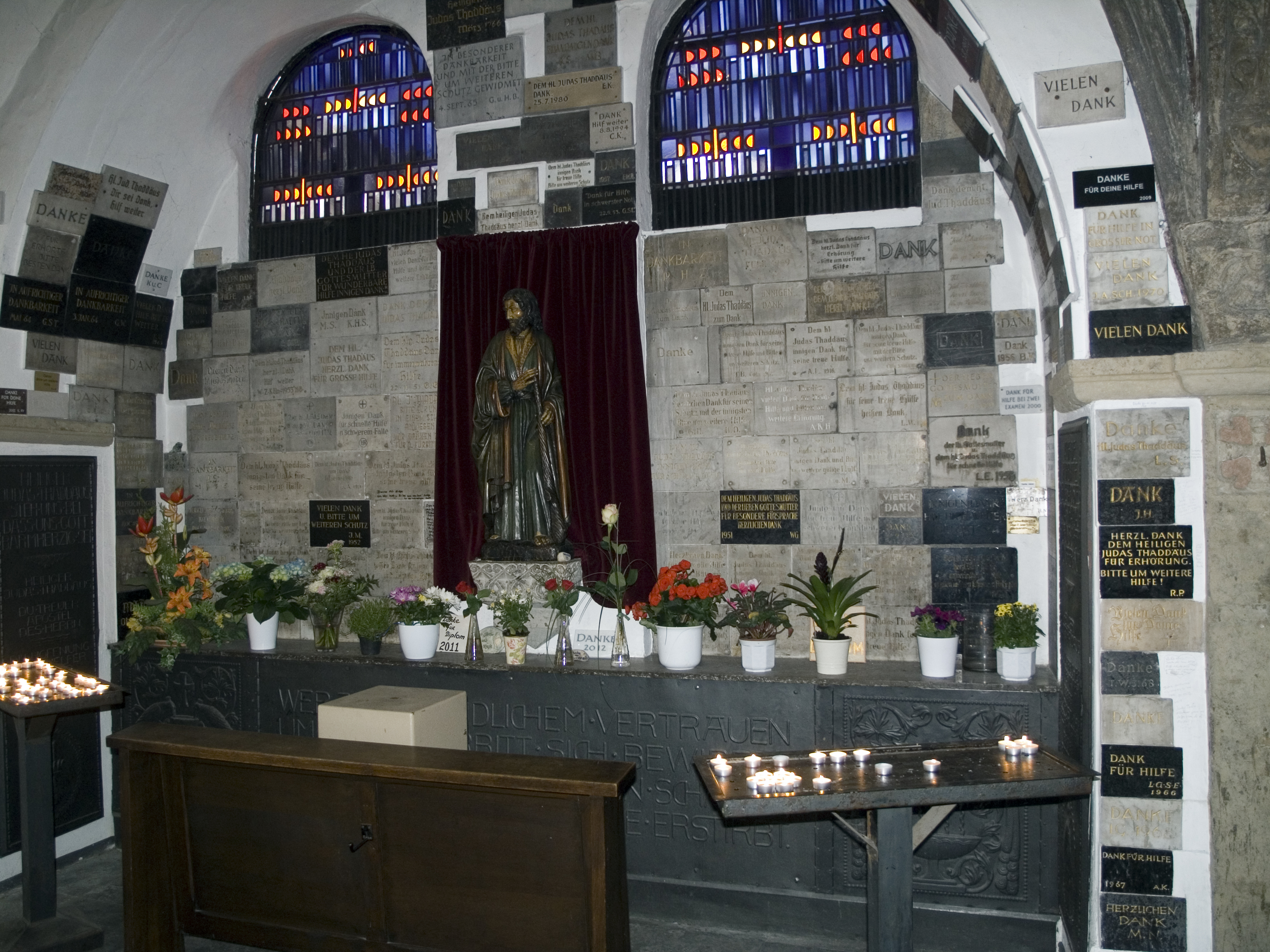
Таблички с благодарностями за исцеления

## История
Строительство церкви Святого Георгия началось при архиепископе Кёльна Анно II в 1059 году рядом с римской городской стеной и воротами, выводящими на дорогу из Кёльна в Бонн. Предполагается, что в меровингскую эпоху на этом месте находился ораторий. Боковые нефы новой базилики имели бочарный свод, а центральный неф — плоский деревянный потолок. Спустя 100 лет этот потолок был заменён на свод, в то же время был построен массивный вестверк.

В конце эпохи Возрождения церковь стала приобретать барочные черты. В 1551—1552 годах была сооружена галерея, которая соединяла монастырскую церковь Святого Георгия с более скромной приходской церковью Святого Иакова (de:St. Jakob (Köln)). Эта галерея была снесена в 1825 году и сейчас на этом месте проходит улица Georgstraße.

В 1801 году в ходе медиатизации, проходившей под руководством наполеоновского министра Талейрана было упразднено Кёльнское архиепископство, а в 1802 году все монастыри Рейнской области были секуляризированы. Такая же участь постигла и монастырь Святого Георгия, а церковь стала обычной приходской церковью.

После первой мировой войны церковь святого Георгия находилась в настолько плачевном состоянии, что грозила обвалиться. Поэтому было принято решение о капитальной реставрации здания. Работы проводились с 1928 по 1930 год, при этом церкви не был возвращён её характерный романский облик.

В годы второй мировой войны во время 262 бомбардировок Кёльна британской авиацией Кёльн был разрушен на 95 %. Церковь Святого Георгия также сильно пострадала во время авианалётов. В ходе послевоенного восстановления церковь, наконец, приобрела свой первоначальный романский облик.